# Гармонический минор

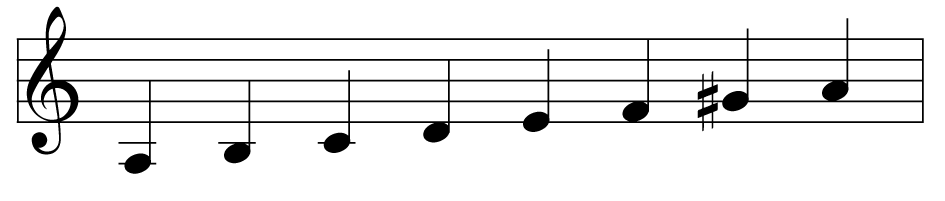
Гармонический ля минор. Прослушать:40пкс

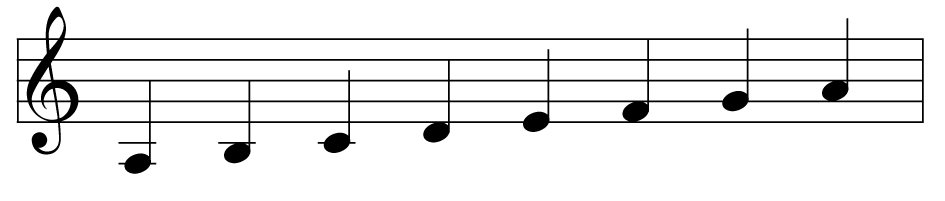
Натуральный ля минор. Прослушать:40пкс

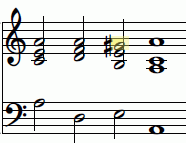
Вводный тон соль-диез в третьем аккорде (мажорная доминанта минорного лада) придаёт особенность звукоряду гармонического ля минора

Гармони́ческий мино́р — разновидность звукоряда минорного лада. Звукоряд гармонического минора отличается от звукоряда натурального минора повышенной VII ступенью. Причиной повышения VII ступени считается имитация вводного тона, который есть в звукоряде натурального мажора и отсутствует в звукоряде натурального минора.
Звукоряд гармонического минора (в порядке восхождения) строится следующим образом: тон-полутон-тон-тон-полутон-полуторатон-полутон. Гармонический минор является самым распространённым видом минора в классической и популярной музыке и, в особенности, в русской городской музыке (городском романсе, шансоне, авторской песне, частично русском роке). Существует понятие о «трех блатных аккордах», под которыми понимаются тоника, субдоминанта и доминанта гармонического ля-минора.
Гармонический минор специфически окрашен благодаря увеличенной секунде (полуторатону) между VI и VII ступенями. В связи с этим в классической музыке XVIII — начала XX вв., написанной в миноре, мелодический ход на полуторатон, как правило, избегается — за исключением тех случаев, когда композитору необходимо стилизовать «ориентальный колорит» (особенно часто — в музыке так называемого «русского Востока»). В подобных случаях можно говорить о ходе на увеличенную секунду как о модализме.